# 동양고등학교
동양고등학교(東洋高等學校)는 대한민국 서울특별시 강서구 가양동에 있는 사립 고등학교이다.

## 학교 연혁
- 1939년 5월 : 동양공과학원 설립인가
- 1953년 5월 : 동양공업고등학교 개교
- 1964년 1월 : 학교법인 동양학원 조직 변경 인가
- 1976년 1월 : 조홍제(효성그룹 회장) 이사장 취임
- 1999년 8월 : 서울특별시 강서구 가양동 현 교사로 이전
- 2008년 6월 : 동양고등학교 설립 인가
- 2010년 3월 : 동양고등학교 개교
- 2010년 3월 : 동양고등학교 초대 허전 교장 취임
- 2013년 2월 : 동양고등학교 제1회 205명 졸업
- 2016년 4월 : 김상희 이사장 취임
- 2020년 2월 : 동양고등학교 제8회 178명 졸업(총 졸업생 수 1,293명)
- 2020년 9월 : 제3대 김승룡 교장 취임

## 참고 자료
- 동양고등학교 - 한국교육학술정보원 학교알리미